# Bad Vibes Forever
Albums de XXXTentacion
Skins
(2018)
Singles
1. Royalty (feat. Ky-Mani Marley, Stefflon Don & Vybz Kartel)
Sortie : 19 juillet 2019
2. Hearteater (en)
Sortie : 22 octobre 2019
3. Bad Vibes Forever (en) (feat. PnB Rock & Trippie Redd)
Sortie : 22 novembre 2019

Bad Vibes Forever est le quatrième et dernier album studio du rappeur américain XXXTentacion, sorti le 6 décembre 2019. 
Il s'agit du deuxième album posthume de l'artiste, dévoilé un an et demi après son assassinat le 18 juin 2018.
Le premier single de l'album intitulé Royalty en featuring avec Ky-Mani Marley, Stefflon Don et Vibz Kartel est dévoilé le 19 juillet 2019.

## Liste des pistes
| 1.    | introduction                                               | 1:43 |
| 2.    | Ex Bitch                                                   | 2:01 |
| 3.    | UGLY                                                       | 1:31 |
| 4.    | bad vibes forever (en) (feat. PnB Rock & Trippie Redd)     | 2:30 |
| 5.    | School Shooters (feat. Lil Wayne)                          | 1:33 |
| 6.    | I Changed Her Life (feat. Rick Ross)                       | 1:48 |
| 7.    | Triumph                                                    | 2:46 |
| 8.    | LIMBO (feat. Killstation)                                  | 3:14 |
| 9.    | before i realize                                           | 1:34 |
| 10.   | Ecstasy (feat. Noah Cyrus)                                 | 4:00 |
| 11.   | Kill My Vibe (feat. Tom G)                                 | 2:08 |
| 12.   | Hot Gyal (feat. Tory Lanez & Mavado)                       | 2:14 |
| 13.   | THE ONLY TIME I FEEL ALIVE (feat. Craig Xen)               | 2:43 |
| 14.   | the interlude that never ends                              | 2:28 |
| 15.   | Daemons (feat. Joey Bada$$ & Kemba)                        | 2:52 |
| 16.   | ATTENTION!                                                 | 2:00 |
| 17.   | Eat It Up                                                  | 1:45 |
| 18.   | Voss (feat. Sauce Walka & Carnage)                         | 1:47 |
| 19.   | Royalty (feat. Ky-Mani Marley, Stefflon Don & Vybz Kartel) | 3:23 |
| 20.   | wanna grow old (i won't let go) [feat. Jimmy Levy]         | 2:11 |
| 21.   | HEARTEATER (en)                                            | 2:16 |
| 22.   | NorthStar (feat. Joyner Lucas) [Remix]                     | 2:46 |
| 23.   | CHASE / glass shards (feat. Ikabod Veins)                  | 2:18 |
| 24.   | numb the pain                                              | 1:22 |
| 25.   | IT'S ALL FADING TO BLACK (feat. blink-182)                 | 2:31 |
| 57:24 |                                                            |      |